# Альден (Аллер)
Альден (нем. Ahlden) — община в Германии, в земле Нижняя Саксония.
Входит в состав района Зольтау-Фаллингбостель. Подчиняется управлению Альден. Население составляет 1536 человек (на 31 декабря 2010 года). Занимает площадь 25,83 км².
Коммуна подразделяется на 2 сельских округа.
Местный старинный замок в стиле фахверк получил известность как место пожизненной ссылки принцессы Софии Доротеи Брауншвейг-Целльской, неверной супруги будущего короля Великобритании Георга I.